# Adrar Tidghine
De Adrar Tidghine is een berg gelegen in de regio Taza-Al Hoceïma-Taounate in het noorden van Marokko. Het is het hoogste punt van het Rifgebergte, met een hoogte van 2.456 meter.